# انرگتیک (باشقیرستان)
انرگتیک (انگلیسی: Energetik, Republic of Bashkortostan) یک شهرک در ناحیه شهری نفتکامسک در استان باشقیرستان کشور روسیه است.